# Coupe de France de football 1993-1994
 (juillet 2018).
Navigation
Coupe de France 1992-1993 Coupe de France 1994-1995
La Coupe de France 1993-1994 est la 77e édition de la coupe de France, et voit l'AJ Auxerre l'emporter sur le Montpellier HSC en finale, le 14 mai 1994.
Il s'agit de la première Coupe de France remportée par les Auxerrois.

## Résultats

### Trente-deuxièmes de finale
Les 20 clubs de 1re division firent leur entrée en lice.
| Division        | Club                         | Score               | Club                                 | Division        |
| --------------- | ---------------------------- | ------------------- | ------------------------------------ | --------------- |
| Division 1 (D1) | RC Strasbourg                | 1 - 1 a.p., 2-3 tab | FC Girondins de Bordeaux             | Division 1 (D1) |
| Division 1 (D1) | Le Havre AC                  | 2 - 3               | AS Beauvais-Oise                     | Division 2 (D2) |
| Division 1 (D1) | Lille OSC                    | 1 - 2 a.p.          | Stade rennais FC                     | Division 2 (D2) |
| Division 1 (D1) | Olympique lyonnais           | 2 - 0               | Nîmes Olympique                      | Division 2 (D2) |
| Division 1 (D1) | FC Martigues                 | 0 - 2               | SC Bastia                            | Division 2 (D2) |
| National 1 (D3) | FC Saint-Leu                 | 0 - 1               | FC Metz                              | Division 1 (D1) |
| National 1 (D3) | EA Guingamp                  | 3 - 2 a.p.          | AS Cannes                            | Division 1 (D1) |
| National 1 (D3) | AS Muret                     | 0 - 1               | AS Monaco FC                         | Division 1 (D1) |
| National 1 (D3) | LB Châteauroux               | 1 - 0               | Angers SCO                           | Division 1 (D1) |
| National 1 (D3) | FC Pau                       | 1 - 1, 4-3 tab      | AS Saint-Étienne                     | Division 1 (D1) |
| National 1 (D3) | FC Sète 34                   | 1 - 0               | SM Caen                              | Division 1 (D1) |
| National 1 (D3) | ESA Brive-la-Gaillarde       | 0 - 0, 2-4 tab      | Olympique de Marseille               | Division 1 (D1) |
| National 1 (D3) | SA Épinal                    | 1 - 2               | FC Sochaux-Montbéliard               | Division 1 (D1) |
| National 2 (D4) | FC Vaulx-en-Velin            | 0 - 2               | FC Nantes Atlantique                 | Division 1 (D1) |
| National 2 (D4) | US Saint-Malo                | 0 - 0, 2-4 tab      | Montpellier HSC                      | Division 1 (D1) |
| DH (D6)         | GSI Pontivy                  | 0 - 3               | AJ Auxerre                           | Division 1 (D1) |
|                 | FE Trélazé                   | 0 - 5               | RC Lens                              | Division 1 (D1) |
| DHR (D7)        | Côte Chaude Saint-Étienne    | 0 - 10              | Paris Saint-Germain FC               | Division 1 (D1) |
| DHR (D7)        | CS Neuville-sur-Saône        | 1 - 2 a.p.          | Toulouse FC                          | Division 1 (D1) |
| Division 2 (D2) | Stade lavallois FC           | 2 - 0               | FC Rouen                             | Division 2 (D2) |
| Division 2 (D2) | Olympique d'Alès-en-Cévennes | 2 - 1               | Perpignan FC                         | National 1 (D3) |
| National 1 (D3) | AS Évry                      | 0 - 1               | FCO Charleville-Mézières             | Division 2 (D2) |
| Division 2 (D2) | FC Bourges                   | 0 - 0, 5-6 tab      | SO Châtellerault                     | National 1 (D3) |
| National 1 (D3) | US Fécamp                    | 1 - 1, 3-4 tab      | US Valenciennes-Anzin Arrondissement | Division 2 (D2) |
| National 3 (D5) | US Forbach                   | 0 - 1               | CS Sedan-Ardennes                    | Division 2 (D2) |
| National 3 (D5) | FC Sens                      | 0 - 4               | Le Mans UC 72                        | Division 2 (D2) |
| DH (D6)         | ES Vitrolles                 | 0 - 4               | AS Red Star 93                       | Division 2 (D2) |
| National 1 (D3) | AS Lyon-Duchère              | 3 - 0               | Rodez AF                             | National 2 (D4) |
| National 2 (D4) | Racing 92                    | 2 - 1               | Paris FC 98                          | National 1 (D3) |
| DH (D6)         | USJA Carquefou               | 0 - 1               | FC Lorient                           | National 1 (D3) |
| National 2 (D4) | ES Viry-Châtillon            | 0 - 1               | AS Libourne                          | National 2 (D4) |
| DH (D6)         | CS Avion                     | 1 - 1, 3-1 tab      | RC Lons-le-Saunier                   | National 3 (D5) |

### Seizièmes de finale
Les matchs des seizièmes de finale se sont joués les 11, 12, et 13 février 1994.
| Division        | Club                         | Score               | Club                                 | Division        |
| --------------- | ---------------------------- | ------------------- | ------------------------------------ | --------------- |
| Division 1 (D1) | FC Sochaux-Montbéliard       | 0 - 1               | Olympique de Marseille               | Division 1 (D1) |
| Division 1 (D1) | Toulouse FC                  | 0 - 2               | AS Monaco FC                         | Division 1 (D1) |
| Division 2 (D2) | Le Mans UC 72                | 0 - 0 a.p., 7-8 tab | FC Girondins de Bordeaux             | Division 1 (D1) |
| Division 2 (D2) | AS Beauvais-Oise             | 0 - 3               | Montpellier HSC                      | Division 1 (D1) |
| Division 1 (D1) | AJ Auxerre                   | 4 - 2               | CS Sedan-Ardennes                    | Division 2 (D2) |
| Division 2 (D2) | Stade lavallois FC           | 1 - 1 a.p., 3-1 tab | Olympique lyonnais                   | Division 1 (D1) |
| Division 1 (D1) | RC Lens                      | 3 - 0               | SC Bastia                            | Division 2 (D2) |
| National 1 (D3) | FC Lorient                   | 0 - 2 a.p.          | FC Nantes Atlantique                 | Division 1 (D1) |
| National 1 (D3) | SO Châtellerault             | 3 - 1 a.p.          | FC Metz                              | Division 1 (D1) |
| DH (D6)         | CS Avion                     | 1 - 4 a.p.          | Paris Saint-Germain FC               | Division 1 (D1) |
| Division 2 (D2) | Stade rennais FC             | 1 - 1 a.p., 3-4 tab | US Valenciennes-Anzin Arrondissement | Division 2 (D2) |
| National 1 (D3) | EA Guingamp                  | 2 - 1               | AS Red Star 93                       | Division 2 (D2) |
| National 1 (D3) | FC Pau                       | 1 - 1 a.p., 6-7 tab | FCO Charleville-Mézières             | Division 2 (D2) |
| Division 2 (D2) | Olympique d'Alès-en-Cévennes | 3 - 0               | AS Lyon-Duchère                      | National 1 (D3) |
| National 1 (D3) | LB Châteauroux               | 1 - 1 a.p., 1-4 tab | Racing 92                            | National 2 (D4) |
| National 1 (D3) | FC Sète 34                   | 1 - 0               | AS Libourne                          | National 2 (D4) |

### Huitièmes de finale
| Division        | Club                                 | Score               | Club                         | Division        |
| --------------- | ------------------------------------ | ------------------- | ---------------------------- | --------------- |
| Division 1 (D1) | FC Nantes Atlantique                 | 1 - 0               | FC Girondins de Bordeaux     | Division 1 (D1) |
| Division 1 (D1) | AS Monaco FC                         | 0 - 0 a.p., 3-4 tab | Olympique de Marseille       | Division 1 (D1) |
| Division 2 (D2) | Stade lavallois FC                   | 1 - 2               | Montpellier HSC              | Division 1 (D1) |
| Division 1 (D1) | RC Lens                              | 3 - 1 a.p.          | FCO Charleville-Mézières     | Division 2 (D2) |
| Division 2 (D2) | US Valenciennes-Anzin Arrondissement | 2 - 1               | Olympique d'Alès-en-Cévennes | Division 2 (D2) |
| National 1 (D3) | EA Guingamp                          | 0 - 1               | Paris Saint-Germain FC       | Division 1 (D1) |
| National 1 (D3) | FC Sète 34                           | 1 - 4               | AJ Auxerre                   | Division 1 (D1) |
| National 1 (D3) | SO Châtellerault                     | 0 - 1               | Racing 92                    | National 2 (D4) |

### Quarts de finale
Les matchs des quarts de finale se sont joués les 19, 23 avril et 4 mai 1994.
| Division        | Club                   | Score               | Club                                 | Division        |
| --------------- | ---------------------- | ------------------- | ------------------------------------ | --------------- |
| Division 1 (D1) | Paris Saint-Germain FC | 1 - 2               | RC Lens                              | Division 1 (D1) |
| Division 1 (D1) | Olympique de Marseille | 0 - 0 a.p., 3-4 tab | Montpellier HSC                      | Division 1 (D1) |
| Division 1 (D1) | FC Nantes Atlantique   | 3 - 1               | US Valenciennes-Anzin Arrondissement | Division 2 (D2) |
| National 2 (D4) | Racing 92              | 1 - 2               | AJ Auxerre                           | Division 1 (D1) |

### Demi-finales
Les matchs des demi-finales se sont joués le 10 mai 1994.
| Division        | Club       | Score | Club                 | Division        |
| --------------- | ---------- | ----- | -------------------- | --------------- |
| Division 1 (D1) | RC Lens    | 0 - 2 | Montpellier HSC      | Division 1 (D1) |
| Division 1 (D1) | AJ Auxerre | 1 - 0 | FC Nantes Atlantique | Division 1 (D1) |

### Finale
La finale s'est tenue au Parc des Princes à Paris, le 14 mai 1994.
L'AJ Auxerre a remporté sa première Coupe de France en s'imposant 3-0 face au Montpellier HSC.
| Équipes         | AJ Auxerre - Montpellier HSC |
| Score           | 3-0 |
| Date            | 14 mai 1994 |
| Stade           | Parc des Princes, Paris 45 189 spectateurs |
| Arbitre         | Marc Batta |
| Buts            | 17e Moussa Saïb, 48e Gérald Baticle, 86e Corentin Martins |
| AJ Auxerre      | Lionel Charbonnier - Alain Goma, Franck Silvestre, Frank Verlaat, Stéphane Mahé - Raphaël Guerreiro, Moussa Saïb, Corentin Martins - Christophe Cocard (Lilian Laslandes 87e), Gérald Baticle, Pascal Vahirua (Franck Rabarivony 86e). Entraîneur : Guy Roux        |
| Montpellier HSC | Claude Barrabé - Bertrand Reuzeau (Bruno Alicarte 57e), Michel Der Zakarian , Thierry Laurey, Serge Blanc - Philippe Perilleux (Fabrice Divert 57e), Jérôme Bonnissel, Bruno Carotti, Franck Rizzetto - Christophe Sanchez, Fabien Lefèvre Entraîneur : Gérard Gili |